# Latinski u pravu
Tradicionalno se pravni fundamenti često izrazi latinskim pojmovima ili izrazima. Djelomično proizlaze iz grčke/rimske antike. No mnogi latinski izrazi su stvoreni u novije doba, u kojemu se na latinskom izmislilo nove izraze, kao što se to danas zbiva u engleskom jeziku, npr. culpa in contrahendo i nulla poena-temelji. Radi potpunosti navedeni su i neki grčki pojmovi.
- a jure nemo recedere praesumitur Odustajanje od prava ne smije se bez daljnjeg pretpostaviti
- aberratio ictus Neuspjeh udarca (čina)
- abundans cautela non nocet suvišan oprez nije štetan (nepotrebno pravno osiguravanje nije štetno)
- abusus non tollit usum
- accessio cedit principali - pertinencije djele pravnu sudbinu glavne stvari
- Actio illicita in causa
- Actio libera in causa
- Actio pro socio
- actor sequitur forum rei (Tužitelj slijedi sudsko mjesto optuženog - princip po kojemu je nadležan onaj sud gdje optuženik boravi)
- ex lege po sili zakona
- expressis verbis izričito:
- in dubio pro reo U dvojbi za optuženog: tradicionalni princip koji nalaže da se optuženome mora nepobitno dokazati krivnja, te ga se mora osloboditi krivnje ako postoji i najmanja dvojba da je kriv.
- nemo tenetur se ipso accusare Nitko nije dužan optuživati samoga sebe: osigurava pravo na šutnju optuženiku, koji može šutjeti o protiv njega podnesenim optužbama
- nulla poena sine lege scripta Nema kazne bez pisanog zakona: zabrana kažnjavanja prema pravu običaja
- qui tacet consentire non videtur Tko šuti očito se ne slaže: Opisuje opći princip, prema kojemu šutnja ne može zamijeniti izričiti pristanak.
- nasciturus pro iam nato habetur quotiens de commodis eius agitur " : Začeto, a nerođeno dijete, smatra se rođenim ako se radi o njegovim pravima

## Poveznice
- Lateinische Rechtsregeln und -begriffe (ZAP-Verlag)  Arhivirana inačica izvorne stranice od 7. veljače 2005. (Wayback Machine)
- Zusammenstellung lateinischer Rechtsregeln und Begriffe (PDF-Format)  Arhivirana inačica izvorne stranice od 11. svibnja 2005. (Wayback Machine).